# Rachel Kranton
Rachel E. Kranton (* 1962) ist eine US-amerikanische Wirtschaftswissenschaftlerin und Hochschullehrerin.

## Werdegang, Forschung und Lehre
Kranton studierte zunächst an der University of Pennsylvania, wo sie 1984 in Wirtschaftswissenschaft und Nahost-Studien graduierte. Anschließend wechselte sie zum Masterstudium an die Woodrow Wilson School der Princeton University, 1993 beendete sie ihr Ph.D.-Studium in an der University of California, Berkeley. Zunächst als Lecturer und ab 1994 als Assistant Professor gehörte sie an der University of Maryland zum akademischen Personal. 2001 stieg sie zur Associate Professorin auf, 2004 wurde sie an der Hochschule zur ordentlichen Professorin berufen. 2007 folgte sie einem Ruf der Duke University, dort wurde die 2018 Dekanin an der Sozialwissenschaftlichen Fakultät.
Kranton untersucht, wie Institutionen und das soziale Umfeld die wirtschaftliches Handeln beeinflussen. Dabei setzt sie sich insbesondere mit sozialen Netzwerken auseinander und prägte dabei seit den 1990er Jahren das Forschungsfeld der Netzwerkökonomik. In Zusammenarbeit mit George A. Akerlof forscht sie im Spannungsfeld von Ökonomie und Sozialer Identität.
Kranton ist seit 2012 Fellow der Econometric Society, 2020 wurde sie in die American Academy of Arts and Sciences gewählt, 2021 in die National Academy of Sciences. Zwischen 2001 und 2007 saß sie im Editorial Board des Periodikums American Economic Review, anschließend war sie bis 2010 Mitherausgeberin des Journal of Economic Perspectives.